# Igloopol Dębica
Igloopol Dębica – polski klub sportowy powstały przy Kombinacie Rolno-Przemysłowym Igloopol w Dębicy w 1978.

## Informacje ogólne
- Pełna nazwa: Ludowy Klub Sportowy Igloopol Dębica
- Barwy: biało-niebieskie
- Adres: ul. Sportowa 26, 39-200 Dębica

Stadion
Igloopol rozgrywa mecze na Stadionie Miejskim im. 70-lecia Odzyskania Niepodległości.
- Pojemność – 11.000 miejsc (990 krzesełek pod krytą trybuną)

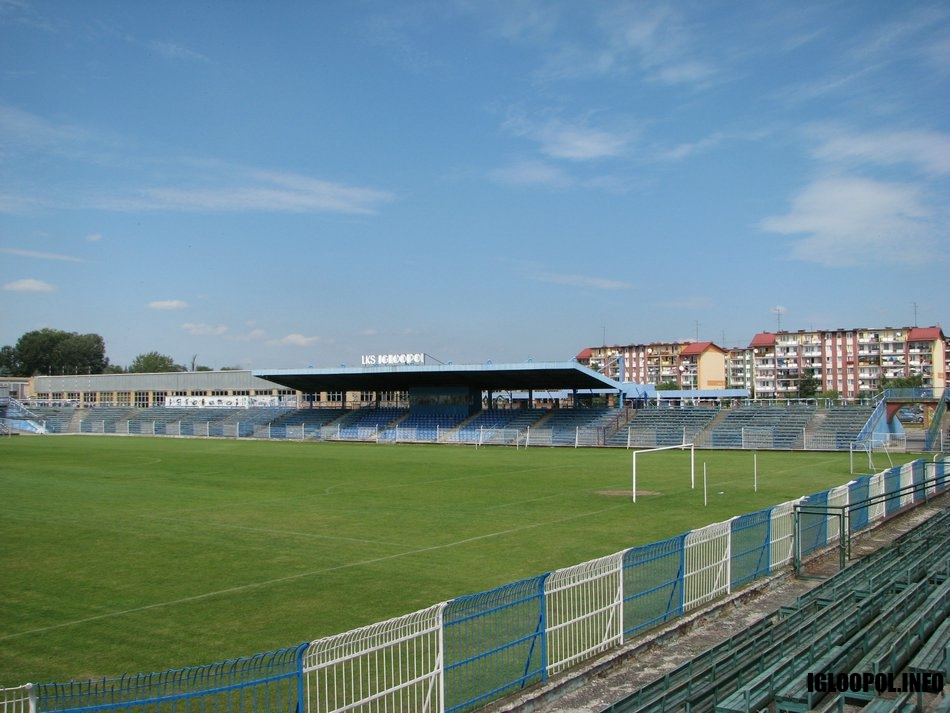
Stadion Igloopolu Dębica

- Boisko – 105 × 68 m
- Oświetlenie – brak

## Historia
Treść tej sekcji może nie być zgodna z zasadami neutralnego punktu widzenia.
Dokładniejsze informacje o tym, co należy poprawić, być może znajdują się w dyskusji tej sekcji.
 Po wyeliminowaniu niedoskonałości należy usunąć szablon {{Dopracować}} z tej sekcji.
W 1978 na bazie Przedsiębiorstwa Przemysłu Chłodniczego powstał Kombinat Rolno-Przemysłowy „Igloopol”, przy którym powstało Towarzystwo Sportowe o tej samej nazwie. Jego założycielem był Edward Brzostowski. U schyłku 1979 wybuchła w Dębicy tzw. „afera sportowa” z interwencją prokuratorską i sądową. Początek lat osiemdziesiątych przyniósł zmiany, a na działalności sportu dębickiego zaważyły lata 1980–1981 – wycofywali się kolejni mecenasi, odmawiając pomocy, nie tylko finansowej. Międzyzakładowy monolit zaczął się rozpadać. Rozwiązano Towarzystwo Sportowe „Stomil” (patronujące Wisłoce na bazie Dębickich Zakładów Opon Samochodowych) i Towarzystwo Sportowe Igloopol. W 1982 powołano do życia nową strukturę organizacyjną Klub Sportowy „Stomil-Wisłoka” z jednym mecenasem DZOS „Stomil” i samodzielny klub sportowy „Igloopol” przy Kombinacie Rolno-Przemysłowym „Igloopol”. W związku z przejściem kombinatu do resortu rolnictwa klub zmienił przynależność do LZS i przybrał nazwę Ludowy Klub Sportowy „Igloopol”.

### Powstanie sekcji piłki nożnej
W 1972 w Pustyni – niewielkiej wsi koło Dębicy – powstał Ludowy Klub Sportowy „Podkarpacie”, w którym działały sekcje piłki nożnej i piłki ręcznej. Przez wiele sezonów piłkarze grali w rzeszowskiej B i C klasie, walcząc ze zmiennym szczęściem w tych rozgrywkach. Awans rozpoczął się z chwilą objęcia drużyny przez Bronisława Błaszkiewicza w 1975, byłego zawodnika Polonii Bytom, a uprzednio szkoleniowca juniorów Chemika Pustków. Piłkarze Podkarpacia co roku awansowali o jeden szczebel i w sezonie 1977/1978 występowali w tarnowskiej klasie okręgowej, zajmując w rozgrywkach siódme miejsce. Wówczas dyrektor naczelny Kombinatu Rolno-Przemysłowego „Igloopol” mgr Edward Brzostowski wystąpił z inicjatywą „przygarnięcia” piłkarzy z Pustyni, chcąc stworzyć im lepsze warunki treningowe i bytowe. Zarząd Podkarpacia przystał na taką propozycję i od sezonu 1978/1979 w rozgrywkach pojawił się nowy zespół pod nazwą TS „IGLOOPOL” Dębica. Dotychczasowy prezes klubu Jan Giełbaga został kierownikiem pierwszej drużyny Igloopolu, a sekretarz Podkarpacia Aleksander Niedbalec objął funkcję sekretarza sekcji piłki nożnej.

### Sekcja piłki nożnej
Założycielem sekcji był Edward Brzostowski. Pierwszy mecz piłkarze Igloopolu rozegrali z Tamelem Tarnów, wygrywając na swoim boisku 4:0 (1:0).
Największym sukcesem drużyny Igloopolu Dębica był awans do ówczesnej I ligi. Dębicki klub grał w tych rozgrywkach przez dwa sezony: 1990/1991 i 1991/1992 (w sezonie 1991/1992 pod nazwą sponsora jako Pegrotour). Po spadku z I ligi, klub nie utrzymał się w rozgrywkach II ligi 1992/1993. W 1996 klub rozwiązano, a jego miejsce w lidze zajęło Podkarpacie Pustynia. Igloopol zajął się tylko szkoleniem młodzieży. Powrócił do rozgrywek seniorskich w 2003 po fuzji z Kolejarzem.

### Sekcja bokserska
W ramach drużynowych mistrzostw Polski Igloopol zdobył srebrny medal w edycji 1986. Następnie dwukrotnie zdobywał złoty medal – w trwającym dwa lata sezonie 1987–1988 oraz w 1989. W edycjach MP 1990 i 1991 drużyna zdobyła srebrny medal. Z powodu braku środków finansowych, drużyna seniorów została wycofana z rozgrywek o mistrzostwo I ligi bokserskiej w sezonie 1992.  Na sukcesy pracowali trenerzy: Leszek Drogosz, Marian Basiak, Jan Pieniążek, Włodzimierz Biel, Franciszek Jop, Ryszard Kaczor i Stanisław Minorczyk.
Największe gwiazdy bokserskie Igloopolu: Roman Gotfryd ma na koncie brązowy medal mistrzostw świata z Belgradu, srebrny ME z Halle, a ponadto cztery indywidualne tytuły mistrza Polski, dwa medale srebrne i 3 brązowe; Krzysztof Wróblewski wywalczył brązowe medale na MŚ w Moskwie i ME w Atenach; Andrzej Rżany był trzeci na MŚ w USA – w Reno; a Dariusz Czernij drugi na ME w Atenach. Rżany to także dwukrotny olimpijczyk. 
Obecnie trenerem sekcji boksu pod nazwą UKS Morsy jest Sławomir Łukasik prezesem Zenon Trojan.

### Sekcja jeździectwa
Sekcja jeździectwa, która była kolejną sekcją Igloopolu, już nie istnieje.

## Wyniki w sezonach ligowych
- 1978: założenie klubu Igloopol Dębica
- 1978/1979: 2. miejsce w klasie okręgowej
- 1979/1980: 1. miejsce w klasie okręgowej (awans do III ligi po barażach[7])[8][9][10]
- 1980/1981: 15. miejsce w III lidze gr. IV (spadek)
- 1981/1982: 1. miejsce w klasie okręgowej gr. tarnowsko-nowosądeckiej (awans do III ligi)
- 1982/1983: 1. miejsce w III lidze gr. VIII – małopolska (awans)
- 1983/1984: 8. miejsce w II lidze, gr, wschodniej
- 1984/1985: 2. miejsce w II lidze, gr, wschodniej
- 1985/1986: 7. miejsce w II lidze, gr, wschodniej
- 1986/1987: 7. miejsce w II lidze, gr, wschodniej
- 1987/1988: 6. miejsce w II lidze, gr, wschodniej
- 1988/1989: 6. miejsce w II lidze, gr, wschodniej
- 1989/1990: 2. miejsce w II lidze (awans)
- 1990/1991: 12. miejsce w I lidze
- 1991/1992: 18. miejsce w I lidze (spadek)
- 1992/1993: 18. miejsce w II lidze, gr. zachodniej (spadek)
- 1993/1994: 11. miejsce w III lidze gr. krakowska
- 1994/1995: 16. miejsce w III lidze gr. krakowska (spadek)
- 1995/1996: rozwiązanie sekcji seniorów piłki nożnej
- 2003/2004: 1. miejsce w lidze okręgowej gr. Rzeszów (awans)
- 2004/2005: 8. miejsce w IV lidze gr. podkarpackiej
- 2005/2006: 3. miejsce w IV lidze gr. podkarpackiej
- 2006/2007: 9. miejsce w IV lidze gr. podkarpackiej
- 2007/2008: 9. miejsce w IV lidze gr. podkarpackiej
- 2008/2009: 10. miejsce w IV lidze gr. podkarpackiej
- 2009/2010: 15. miejsce w IV lidze gr. podkarpackiej (spadek)
- 2010/2011: 1. miejsce w lidze okręgowej gr. Dębica (awans)
- 2011/2012: 13. miejsce w IV lidze gr. podkarpackiej (spadek)
- 2012/2013: 2. miejsce w lidze okręgowej gr. Dębica
- 2013/2014: 2. miejsce w lidze okręgowej gr. Dębica
- 2014/2015: 4. miejsce w lidze okręgowej gr. Dębica
- 2015/2016: 1. miejsce w lidze okręgowej gr. Dębica (awans)
- 2016/2017: 10. miejsce w IV lidze gr. podkarpackiej
- 2017/2018: 8. miejsce w IV lidze gr. podkarpackiej
- 2018/2019: 11. miejsce w IV lidze gr. podkarpackiej
- 2019/2020: 9. miejsce w IV lidze gr. podkarpackiej
- 2020/2021: 8. miejsce w IV lidze gr. podkarpackiej
- 2021/2022: 7. miejsce w IV lidze gr. podkarpackiej
- 2022/2023: 13. miejsce w IV lidze, gr. podkarpackiej
- 2023/2024: 7. miejsce w IV lidze, gr. podkarpackiej
- 2024/2025: 3. miejsce w IV lidze, gr. podkarpackiej

## Sukcesy
- 1/4 finału Pucharu Polski – 1984/1985
- dwa sezony w I lidze – 1990/1991, 1991/1992
- osiem sezonów w II lidze – 1983/1990, 1992/1993
- Mistrzostwo Podkarpacia juniorów – 2004/2005
- 1/2 finału Pucharu Polski, grupa Podkarpacki ZPN – 2012/2013

## Trenerzy

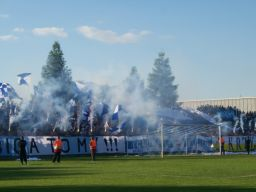
Kibice Igloopolu podczas Derbów Dębicy 21 maja 2005

## Derby Dębicy
Derby piłkarskie pomiędzy Igloopolem a Wisłoką zostały określane jako Derby Dębicy. Rywalizacja obu zespołów została zainicjowana w sezonie III ligi edycji 1980/1981. W następnej edycji na trzecim poziomie rozgrywkowym doszło do kontynuacji dębickich potyczek piłkarskich. Przez kolejne 20 lat derby nie były rozgrywane z uwagi na występy obu drużyn na różnych poziomach ligowych. W tym okresie, w sezonie II ligi 1992/1993 oba zespoły występowały w tych rozgrywkach, jednak były ulokowane w osobnych grupach. Od 2004 Derby Dębicy były rozgrywane na piątym poziomie ligowym (IV liga) oraz w jednym sezonie na szóstym poziomie (klasa okręgowa).
Mecze derbowe są rozgrywane na Stadion Miejskim (Igloopolu) oraz na stadionie Wisłoki. 
Kibice obu klubów są ze sobą zwaśnieni.
| Sezon     | Liga                         | Data         | Rezultat                     | Gole                                                 | Uwagi                                  |
| --------- | ---------------------------- | ------------ | ---------------------------- | ---------------------------------------------------- | -------------------------------------- |
| 1980/1981 | III liga, grupa IV           | 04/05.X.1980 | Igloopol – Wisłoka 1:1 (1:0) |                                                      |                                        |
| 1980/1981 | III liga, grupa IV           | 02/03.V.1981 | Wisłoka – Igloopol 3:0 (0:0) |                                                      |                                        |
| 1982/1983 | III liga, grupa IV           | 09/10.X.1982 | Igloopol – Wisłoka 1:1 (1:0) |                                                      |                                        |
| 1982/1983 | III liga, grupa IV           | 28/29.V.1983 | Wisłoka – Igloopol 0:1 (0:0) |                                                      |                                        |
| 2004/2005 | IV liga, grupa Podkarpacka   | 10.X.2004    | Igloopol – Wisłoka 1:0 (1:0) | Zołotar ’45                                          | Widownia: 5500                         |
| 2004/2005 | IV liga, grupa Podkarpacka   | 21.V.2005    | Wisłoka – Igloopol 2:1 (1:0) | Stalec ’22, Kantor ’54 / P. Bogacz ’68               | Na stadionie Igloopolu. Widownia: 4800 |
| 2005/2006 | IV liga, grupa Podkarpacka   | 05.X.2005    | Igloopol – Wisłoka 2:1 (1:0) | Bobek ’55, Juszkiewicz (k.) ’89 / D. Kantor (k.) ’10 | Widownia: 3300                         |
| 2005/2006 | IV liga, grupa Podkarpacka   | 14.V.2006    | Wisłoka – Igloopol 4:0 (2:0) | Kalita ’20, ’63, D. Kantor ’33, Królikowski ’67      | Widownia: 2000                         |
| 2011/2012 | IV liga, grupa Podkarpacka   | 15.X.2011    | Igloopol – Wisłoka 1:2       |                                                      | Widownia: 2200                         |
| 2011/2012 | IV liga, grupa Podkarpacka   | 19.V.2012    | Wisłoka – Igloopol 0:1       |                                                      | Widownia: 2200                         |
| 2012/2013 | Klasa okręgowa, grupa Dębica | 07.XI.2012   | Igloopol – Wisłoka 1:1       |                                                      | Widownia: 700                          |
| 2012/2013 | Klasa okręgowa, grupa Dębica | 16.VI.2013   | Wisłoka – Igloopol 1:2       | Konrad ’40 / Brzostowski ’21, ’61                    | Sędzia: Mariusz Złotek. Widownia: 2000 |
| 2017/2018 | IV liga, grupa Podkarpacka   | 15.X.2017    | Igloopol – Wisłoka 0:0       |                                                      |                                        |
| 2017/2018 | IV liga, grupa Podkarpacka   | 19.V.2018    | Wisłoka – Igloopol 1:2 (1:1) | Fedan ’25 / Wanat ’13, Syguła ’66                    | Widownia: ok. 2000                     |
| 2018/2019 | IV liga, grupa Podkarpacka   | 18.VIII.2018 | Wisłoka – Igloopol 3:0       | Gwiazda ’1, Cabała ’60, Bożek ’85                    | Widownia: 1600                         |
| 2018/2019 | IV liga, grupa Podkarpacka   | 23.III.2019  | Igloopol – Wisłoka 0:0       |                                                      | Widownia: niespełna 1000               |

| - 1980/1981: 10 – Wisłoka, 11 – Igloopol (/15) - 1982/1983: 1 – Igloopol , 6 – Wisłoka (/14) - 2004/2005: 2 – Wisłoka, 8 – Igloopol (/18) - 2005/2006: 1 – Wisłoka , 3 – Igloopol (/18) - 2011/2012: 13 – Igloopol , 15 – Wisłoka (/16) - 2012/2013: 1 – Wisłoka , 2 – Igloopol (/16) - 2017/2018: 3 – Wisłoka, 8 – Igloopol (/17) - 2018/2019: 1 – Wisłoka , 11 – Igloopol (/18) |                   | \| Bilans derbów Dębicy w rozgrywkach ligowych \| Bilans derbów Dębicy w rozgrywkach ligowych \| Bilans derbów Dębicy w rozgrywkach ligowych \| Bilans derbów Dębicy w rozgrywkach ligowych \| Bilans derbów Dębicy w rozgrywkach ligowych \| \| Liczba meczów \| Wygrane Igloopolu \| Remisy \| Wygrane Wisłoki \| Stosunek goli \| \| ------------------------------------------- \| ------------------------------------------- \| ------------------------------------------- \| ------------------------------------------- \| ------------------------------------------- \| \| 16 \| 6 \| 5 \| 5 \| 14:20 \| |                 |               |
| Bilans derbów Dębicy w rozgrywkach ligowych |                   | |                 |               |
| Liczba meczów | Wygrane Igloopolu | Remisy | Wygrane Wisłoki | Stosunek goli |
| 16 | 6                 | 5 | 5               | 14:20         |

## Inne informacje
W 2018 specjalnie na jubileusz 40-lecia klubu powstała książka autorstwa Piotra Krysiaka pt. LKS Igloopol Dębica. Jubileusz 40-lecia sekcji piłki nożnej 1978-2018. Publikacja zawiera szczegółowy opis wszystkich piłkarskich sezonów od 1978, oraz rozmowy z piłkarzami, trenerami, działaczami związanymi na przestrzeni 40 lat z Igloopolem (Bronisław Błaszkiewicz, Kazimierz Sak, Stanisław Curyło, Andrzej Garlej, Janusz Kaczówka, Tomasz Cebula, Józef Stefanik, Krzysztof Nalepka, Aleksander Kłak, Grzegorz Lorek, Piotr Mikulski, Marcin Stefanik, Łukasz Stefanik, Adrian Brzostowski) 
Igloopol Dębica podjął współpracę z: Cracovią oraz z UKS Olimp działającym przy Szkole Podstawowej Nr 9 i z UKS Zryw działającym przy Szkole Podstawowej Nr 5.